# David John Lewis
David John Lewis (ur. 1 maja 1869, zm. 12 sierpnia 1952 w Cumberland, Maryland) – amerykański polityk z Maryland związany z Partią Demokratyczną. Dwukrotnie, najpierw w latach 1911–1917 i ponownie w latach 1931–1939, był przedstawicielem szóstego okręgu wyborczego w stanie Maryland w Izbie Reprezentantów Stanów Zjednoczonych.

## Życiorys
David John Lewis urodził się 1 maja 1869 w Nuttals Bank w pobliżu Osceola Mills w stanie Pensylwania. Za młodu, w latach 1878–1892, pracował w kopalni węgla studiując jednocześnie prawo i łacinę. W 1892 roku został przyjęty do adwokatury i zaczął pracować jako prawnik w Cumberland w stanie Maryland. W latach 1902–1906 zasiadał w stanowym senacie. W 1908 roku był kandydatem demokratów do Izby Reprezentantów Stanów Zjednoczonych, jednak przegrał w wyborach do 61. kadencji Kongresu Stanów Zjednoczonych. Udało mu się jednak wygrać wybory w kolejnej kadencji Kongresu Stanów Zjednoczonych i zasiadał tam w latach 1911–1917. Przez dwie kadencje przewodniczył komisji do spraw pracy.
Po trzech kadencjach w Izbie Reprezentantów nie ubiegał się o reelekcję na kolejną kadencję, lecz w wyborach 1916 roku został kandydatem demokratów w wyborach do Senatu Stanów Zjednoczonych, które przegrał. W 1922 roku ponownie chciał wystartować w wyborach do Senatu Stanów Zjednoczonych, jednak nie otrzymał partyjnej nominacji. Powrócił do praktyki adwokackiej w Cumberland.
W 1931 roku powrócił do polityki i ponownie został wybrany z szóstego okręgu wyborczego w stanie Maryland do Izby Reprezentantów Stanów Zjednoczonych, gdzie zasiadał przez cztery kolejne kadencje. W 1939 roku postanowił nie ubiegać się o reelekcję, lecz po raz kolejny spróbować swoich sił w wyborach do Senatu Stanów Zjednoczonych, jednak i tym razem nie udało mu się otrzymać partyjnej nominacji.
Zmarł 12 sierpnia 1952 w Cumberland w stanie Maryland.